# Karl Panowsky
Karl Panowsky (uváděn též jako Carl Panowsky nebo Karel Panovský; 4. června 1833 Ivančice – 16. ledna 1894 Ivančice) byl rakouský mlynář a politik, na konci 19. století poslanec Říšské rady a Moravského zemského sněmu a starosta Ivančic.

## Životopis
Narodil se v rodině mlynáře Karla Panowského v Ivančicích. Otcovu podnikání se pak sám věnoval po studiu gymnázia a techniky. Později si založil vlastní mlýn. V roce 1864 se stal radním Ivančic, o dva roky později se stal na 10 let starostou. V roce 1876 radnici ovládli Češi.
Od 60. let pomáhal s organizací volebních kampaní. Sám poprvé kandidoval v moravských zemských volbách 1870 za venkovské obce Ivančicka, ale skončil až na třetím místě, zvolen byl redaktor Moravské orlice Jindřich Dvořák. O první kandidaturu do Říšské rady se pokusil ve volbách v roce 1873 za německé liberály (tzv. Ústavní strana) za venkovské obce okresů Brno, Ivančice, Bučovice, Vyškov a Slavkov u Brna, ale vzhledem k výrazné české povaze jej porazil hrabě Belcredi. Poprvé uspěl až v doplňovacích volbách do Říšské rady v roce 1876 za znojemský městský obvod po rezignaci Michaela Grüblera, když porazil českého kandidáta Smetanu. Mandát obhájil ve volbách v roce 1879. V říjnu 1879 je zmiňován na Říšské radě coby člen mladoněmeckého Klubu sjednocené Pokrokové strany (Club der vereinigten Fortschrittspartei).
V moravských zemských volbách 1878 chtěl kandidovat za městský obvod Ivančic a Moravského Krumlova, ale nebyl nominován, a tak kandidoval v městském obvodu Dačice, Slavonice, Jemnice a Telč, kde nečekaně porazil Antonína Fischera. Stal se zapisovatelem výboru pro obecní záležitosti a později členem školského výboru. Ve volbách 1884 neúspěšně kandidoval za ivančický městský obvod. A po konci mandátu v Říšské radě v roce 1885 dočasně odešel z veřejného života.
V roce 1880 byl ve vedení německých ústaváků. V roce 1883 přešel se svým Politickým spolkem liberálů do Německého spolku pro město a venkov ve Znojmě.
Znovu kandidoval v moravských zemských volbách 1890 v kurii měst, obvod Moravský Krumlov, Ivančice, Moravské Budějovice, proti staročeskému poslanci Antonínu Dvořákovi, který jej v posledních volbách porazil. Panowsky musel v kampani čelit výtkám, že vstal z mrtvých, že si zastánce získává pomocí pohoštění alkoholem a byl obviňován z neschopnosti zajistit přes své členství v silničním výboru lepší silnice na Ivančicku. Říkalo se o prý o něm, že "po celou dlouhou řadu let ve sněmovně ani huby neotevřel, ani nehlesl, jen diety bral – bylť němým členem parlamentu." On sám v kampani příliš nezdůrazňoval svou osobu, ale stavěl na tom, že je členem liberálů, kteří mají většinu. Tentokrát Panowsky těsně zvítězil. Češi jej po volbě obviňovali z uplácení. Zatímco ve svém prvním období byl na sněmu spíše pasivní, tentokrát prosazoval stavbu železnic a zprostředkovával zájmy učitelů. Zemřel v průběhu volebního období. Na sněmu ho nahradil Franz Rund.